# دبیرستان مصطفی پروینی
دبیرستان دورهٔ دوم مصطفی پروینی (یا مدرسهٔ محمدیه، محمدیهٔ پهلوی یا دبیرستان پهلوی) مدرسه‌ای پسرانه در شهر کرمانشاه و قدیمی‌ترین مدرسه‌ای است که در این شهر به‌صورت پیوسته از سال ۱۲۹۲ خورشیدی تاکنون به فعالیت خود ادامه می‌دهد. دبیرستان دورهٔ دوم پسرانهٔ مصطفی پروینی در خیابان منزه جنب درمانگاه شهید فهمیده واقع شده و ذیل ناحیهٔ ۱ آموزش و پرورش این شهر قرار می‌گیرد.
دبیرستان مصطفی پروینی از سال ۱۳۹۹ جز مدارس نمونه دولتی قرار گرفته‌است. مدیریت این دبیرستان را هم‌اکنون آقایی برعهده دارد.

## تاریخچه
نخستین مدرسهٔ مدرن در شهر کرمانشاه با نام مدرسه محتشمیه در سال ۱۲۷۸ خورشیدی (۱۸۹۹ میلادی) تأسیس شد که پس از چهار سال تعطیل شد. از آن زمان تا سال ۱۲۹۲ (۱۹۱۳ میلادی) در این شهر چندین مدرسهٔ مدرن تأسیس شده‌ بود که همگی آن‌ها پس از مدتی به تعطیلی کشانده شدند. در سال ۱۲۹۲ میرزا نصرالله محمدیه طبیبی (عموی حشمت‌الله طبیبی) مدرسه‌ای پسرانه به نام مدرسهٔ محمدیه در شهر کرمانشاه تأسیس کرد. سالنامۀ دبیرستان شاهپور تاریخ آغاز به کار این مدرسه را ۸ آذر ۱۲۹۲ (۳۰ نوامبر ۱۹۱۳) ذکر کرده، اما فرشید یوسفی آن را یک سال بعد و در ۱۲۹۳ خورشیدی (۱۹۱۴ میلادی) نوشته‌است. در هر صورت مدرسۀ محمدیه برخلاف مدارس قبلی توانست فعالیت خود را ادامه داده و دوام بیابد.

## نام مدرسه
این مدرسه در ابتدا مدرسهٔ محمدیه نام داشت. با روی کار آمدن سلسلهٔ پهلوی، این مدرسه با نام مدرسهٔ محمدیهٔ پهلوی به کار خود ادامه داد. پس از مدتی نام محمدیه که به بنیانگذار مدرسه اشاره داشت به کلی حذف شد و نام مدرسه به مدرسهٔ پهلوی تغییر پیدا کرد. با وقوع انقلاب بهمن ۱۳۵۷، مدرسه به نام مصطفی پروینی که به مدت ۳۰ سال مدیریت مدرسه را بر عهده داشت، دبیرستان پسرانهٔ مصطفی پروینی نامیده شد.

## معلمان
از میان معلمان نامدار این مدرسه می‌توان به یدالله بهزاد کرمانشاهی اشاره کرد که به تدریس ادبیات فارسی اشتغال داشت. غلامرضا رشید یاسمی نیز مدتی مدیریت مدرسه را بر عهده داشت. محمدباقر عیوضی کوهنورد، استاد دانشگاه رازی و نخستین رئیس انجمن کوهنوردی و صعودهای ورزشی دانشگاه‌های کشور در این مدرسه به تدریس درس تربیت بدنی می‌پرداخت.
از دیگر معلمان مدرسه می‌توان به افراسیاب نقشبندی (شاعر و معلم شیمی) و نظام‌الدین آل آقا اشاره کرد. از دیگر معلمان میتوان به محمد استدی دبیر شیمی نام برد که ۳۰ سال در این دبیرستان مشغول به تدریس بودند و ایشان قهرمان کشتی کرمانشاه و ایران بودند.

## دانش‌آموزان و دانش‌آموختگان
- شهرام ناظری
- عبدالحسین آذرنگ[۱۱]
- هادی صادقپور (متخلص به ارفع کرمانشاهی، شاعر)
- غلامحسین ابراهیم‌زاده (پزشک، فعال سیاسی و از بنیانگذاران سازمان ستارهٔ سرخ و سازمان راه کارگر)[۱۲]
- ماشاالله آجودانی[۱۳]
- مجید غفوری روزبهانی (استاندار سابق کرمانشاه)[۱۰]
- همایون ابراهیمی (خوشنویس و پژوهشگر ادبیات فارسی)[۱۴]
- بهمن یزدی صمدی (دکتری ژنتیک و اصلاح نباتات و چهره ماندگار عرصه علوم کشاورزی)[۱۵]

## امکانات مدرسه
در روز ۲۱ آبان ۱۳۹۸ یک زمین چمن مصنوعی در این مدرسه افتتاح شد.